# Felicia Malipiero
Felicia Malipiero (... – dopo 978) fu una dogaressa per matrimonio con il doge della Repubblica di Venezia Pietro I Orseolo e madre di Pietro II Orseolo.

## Vita
Felicia Malipiero è descritta come molto religiosa e severa e trascorse il suo tempo in mansioni pie. Accanto al coniuge, fondò un ospedale per pellegrini alla memoria del doge Pietro Tradonico: mentre il coniuge passava il suo tempo a pregare davanti all'altare dell'ospedale, si dedicava a prendersi cura delle persone malate e umili.
Quando la sua sposa abdicò ed entrò in un monastero in Francia, Felicia entrò nel monastero benedettino di San Zaccaria e divenne suora. Anche se in un monastero, continuò ad essere la consigliera dei suoi figli dominanti, consigliandoli sempre di proteggere il potere della chiesa.